# 山本正明 (工学)
山本 正明（やまもと まさあき、1949年 - ）は、長崎県出身の日本の機械工学者。大阪工業大学工学部機械工学科元准教授。工学博士（九州大学）。
専門は、流体機械/流体工学・数値流体力学(CFD)、航空機械工学。

## 略歴
九州大学大学院工学研究科博士課程単位取得退学。のちに、工学博士（九州大学）。1983年大阪工業大学中央研究所研究員などを経て、1992年同大学工学部機械工学科助教授、2007年同学科准教授。2015年大阪工業大学退職。
大阪工業大学工学部（機械系）にて、30年以上の長きに渡り教鞭を執り、流体機械/数値流体力学・航空機械工学の研究の推進に貢献した。
主な所属学会は、日本機械学会、日本流体力学会、日本航空宇宙学会、日本物理学会など。主な著書は、機械工学入門シリーズ 流体の力学（共著、朝倉書店2001、学術書）。

## 主な研究
- 流れのカオスおよび分岐に関する研究[3]
- 層流境界層逆問題の積分法による近似計算[4] ：航空機械工学
- 長方形断面を有するら旋管内における周期流れについて[5]：流体工学
- 正方形断面を有する直管内流れの低レイノルズ数における分岐：数値流体力学
- 曲がり流路内において完全に発達した非定常流に関する数値実験